# هیلدا برنارد
هیلدا برنارد (انگلیسی: Hilda Bernard; ۲۹ اکتبر ۱۹۲۰ – ۲۰ آوریل ۲۰۲۲) بازیگر اهل آرژانتین بود. وی بین سال‌های ۱۹۴۱ تا ۲۰۲۲ میلادی فعالیت می‌کرد.